# Екстремадура
Екстремадура (шп. Extremadura) је аутономна заједница Шпаније која се налази у југозападном делу Иберијског полуострва, и састоји се од две покрајине: Касерес на северу, и Бадахоз на југу. Главни град је Мерида.
Екстремадура се граничи на северу са Кастиљом и Леоном, на југу са Андалузијом, на истоку са Кастиљом-Ла Манчом, и на западу са Португалом.

## Етимологија имена
Постоји више теорија о настанку имена Екстремадура. Једна је да потиче од латинског имена Екстрема Дори (лат. Extrema Dorii), што би значило „крајеви реке Дуеро“, или „на другом крају реке Дуеро“, што би била алузија на положај ове покрајине која се налази на југу реке Дуеро. Ово име је такође било име којим су Римљани називали земље у јужном делу долине реке Дуеро и њених притока. Међутим, данас је много прихваћенија теза да се реч Екстремадура употребљавала у доба Реконкисте, да означи земље смештене на крају границе хришћанских краљевина са севера Иберијског полуострва са Ал-Андалузом. Тако име Екстремадура добијају територије на граници Краљевине Кастиље, око данашње покрајине Сорије, што би била кастиљанска Екстремадура. Такође исто име добијају најудаљеније територије у првој линији одбране од Мавара Краљевине Леон, која је подразумевала велики део територије данашње покрајине Касерес, која се простирала јужно све до таифе Бадахоз, и та територија би била, леонска Екстремадура.
Шпанска аутономна заједница Екстремадура не би требало да се меша са старом португалском покрајином Екстремадуром, иако је етимолошки корен исти.

## Становништво
| 1970.     | 1981.     | 1991.     | 2001.     | 2011.     |
| --------- | --------- | --------- | --------- | --------- |
| 1.169.396 | 1.064.976 | 1.061.852 | 1.058.503 | 1.104.499 |